# Tuburan (Basilan)
Tuburan è una municipalità di terza classe delle Filippine, situata nella Provincia di Basilan, nella Regione Autonoma nel Mindanao Musulmano.
Tuburan è formata da 10 baranggay:
- Bohetambis
- Calut
- Duga-a
- Katipunan
- Lahi-lahi
- Lower Sinangkapan
- Lower Tablas
- Mahawid
- Sinulatan
- Tablas Usew